# Juncus kelloggii
Juncus kelloggii är en tågväxtart som beskrevs av Georg George Engelmann. Juncus kelloggii ingår i släktet tåg, och familjen tågväxter. Inga underarter finns listade i Catalogue of Life.